# دیوید ای کلب
دیوید اِی کُلب (به انگلیسی: David A. Kolb) (متولد ۱۹۳۹) تئورسین متدهای آموزشی آمریکایی می‌باشد. مقالات او عمدتاً در مورد یادگیری تجربی، تغییرات شخصی و گروهی، توسعه شغلی و آموزش حرفه‌ای می‌باشد. او مؤسس و رئیس مؤسسه سیستم‌های مبتنی بر یادگیری تجربی Experience Based Learning Systems، Inc. (EBLS) می‌باشد.